# ذنب الأسد الرمادي
ذنب الأسد الرمادي (الاسم العلمي:Leonurus incanus) هو نوع من النباتات يتبع جنس ذنب الأسد من الفصيلة الشفوية.